# Michaëlle Jean
Michaëlle Jean mi.ka.ɛl ʒɑ̃ (Port-au-Prince, 6 settembre 1957) è una politica e giornalista canadese, segretaria generale dell'Organizzazione internazionale della francofonia dal 2015 al 2019 e governatore generale del Canada dal 2005 al 2010. Di professione giornalista e di origine haitiana, fu la terza donna, nonché la prima persona afroamericana, a rivestire la massima carica canadese dopo quella del capo di Stato, appannaggio del sovrano del Regno Unito.

## Biografia

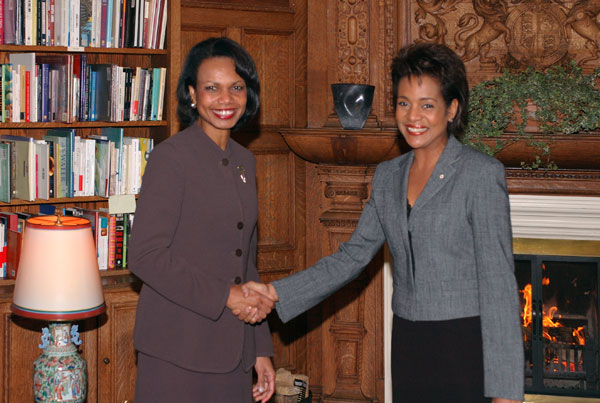
Condoleezza Rice (a sinistra), con Michaelle Jean (a destra), durante una visita della Rice in Canada.

Nata a Port-au-Prince ad Haiti, raggiunge il Canada in seguito alla fuga della sua famiglia dal regime di François Duvalier. La famiglia Jean si stabilisce a Thetford Mines, nella provincia del Québec, quando la giovane Michaëlle ha undici anni.
In seguito al conseguimento della laurea in lingue e letterature ispaniche e italiane a Montréal, frequenta le università di Firenze e Perugia ottenendo in seguito una laurea specialistica presso l'Università di Montréal. Poliglotta, parla cinque lingue (francese, inglese, italiano, spagnolo e creolo haitiano). Terminati gli studi, è docente di lingua e letteratura italiana all'Università di Montréal, e lavora in un gruppo di assistenza alle donne vittime di violenze coniugali.
Durante questo periodo appare in un documentario prodotto dall'Ufficio nazionale del cinema (NFB/ONF) canadese. È notata da alcuni responsabili di Radio-Canada, l'emittente televisiva pubblica di lingua francese, da cui sarà assunta nel 1988. Nell'anno successivo sarà attiva anche sulle reti della CBC, la divisione anglofona del gruppo. Ha presentato diverse trasmissioni, tra cui il telegiornale nelle due lingue nazionali e diverse interviste.
Ha ottenuto il premio di giornalismo di Amnesty International nel 1995.
È sposata con il regista cinematografico e filosofo Jean-Daniel Lafond. La coppia ha una figlia adottiva di sei anni, Marie-Éden, nata ad Haiti.

## Nomina a governatrice generale del Canada
Il 27 settembre 2005, Michaëlle Jean è stata ufficialmente nominata governatrice generale del Canada. Succede ad Adrienne Clarkson, proveniente anch'ella dal mondo della televisione, ed è la terza donna ad occupare la funzione. Inoltre è la seconda persona immigrata ad esercitare la funzione da quando la poltrona è occupata da un cittadino canadese e non britannico, come succedeva ai tempi del governo coloniale.
Durante la cerimonia d'insediamento la governatrice generale ha messo l'accento sulla solidarietà e sull'importanza di avvicinare le "due solitudini", messaggio iscritto tra l'altro sul proprio stemma personale.
In veste di governatrice generale, Michaëlle Jean ha avuto l'onore di aprire i XXI Giochi olimpici invernali, disputatisi a Vancouver nel 2010.

## Protocollo
- L'allocuzione alla governatrice generale è sua eccellenza, seguita dal predicato di onorevolissima che conserverà per tutta la vita.